# Stane Hlastan
Slavko Hlastan, slovenski telovadec, * 1897, Trbovlje, † 15. december 1980.
Hlastan je za Kraljevino SHS nastopil na Poletnih olimpijskih igrah 1924 v Parizu. Na Svetovnem prvenstvu 1922 v Ljubljani je osvojil zlato medaljo v ekipnem mnogoboju, v reprezentančni postavi so bili še Stane Derganc, Leon Štukelj, Peter Šumi, Vladimir Simončič in Stane Vidmar.
Olimpijski rezultati po orodju:
| disciplina                   | mesto |
| ---------------------------- | ----- |
| Skupno - posamično           | 44.   |
| Skupno - ekipa               | 4.    |
| Skok čez konja - posamično   | 62.   |
| Bradlja - posamično          | 36.   |
| Drog - posamično             | 38.   |
| Krogi - posamično            | 38.   |
| Konj z ročaji - posamično    | 36.   |
| Plezanje po vrvi - posamično | 66.   |
| Konj na šir - posamično      | 4.    |